# کارلت گیدری-وایت
کارلت گیدری-وایت (انگلیسی: Carlette Guidry-White؛ زادهٔ september ۴, ۱۹۶۸ (۵۶ سال)) دونده اهل ایالات متحده آمریکا بود.
وی در مسابقات کشوری و بین‌المللی در مجموع برندهٔ ۱ مدال طلا، ۱ مدال برنز شده‌است.